# Antiblemma stulta
Antiblemma stulta là một loài bướm đêm trong họ Erebidae.